# 石倉洋子
石倉 洋子（いしくら ようこ、1949年3月19日 - ）は、日本の通訳、経営学者（経営戦略・競争力・グローバル人材）。学位はDoctor of Business Administration（経営学博士。ハーバード大学・1985年）。一橋大学名誉教授。本名は栗田 洋子（くりた ようこ）。石倉（いしくら）は旧姓。
マッキンゼー・アンド・カンパニーマネジャー、青山学院大学国際政治経済学部教授、一橋大学大学院国際企業戦略研究科教授、慶應義塾大学大学院メディアデザイン研究科教授、日本学術会議副会長（第20期）、デジタル庁デジタル監（初代）を歴任した。

## 概要

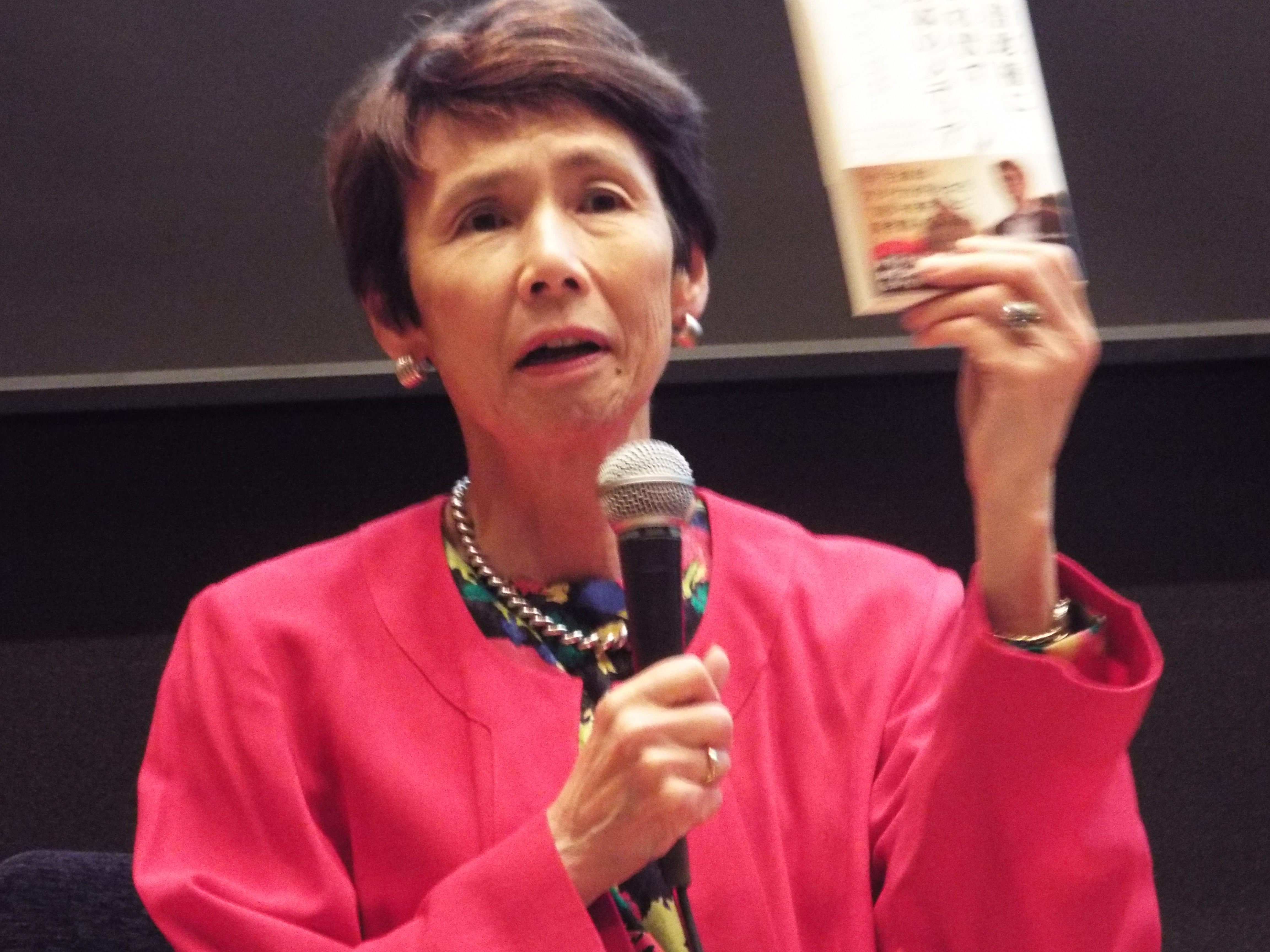
2016年6月2日、六本木ヒルズにて

神奈川県生まれ。上智大学外国語学部英語学科卒業。専攻は経営戦略、競争力、グローバル人材。通訳として活動した後、マッキンゼー・アンド・カンパニーにてコンサルティングに従事した。その後、青山学院大学、一橋大学、慶應義塾大学で教鞭を執った。文部科学省の中央教育審議会の委員や日本郵政公社の理事をはじめ、日本学術会議の第20期副会長や内閣府の総合科学技術会議の議員など、多くの公職を兼任した。また、エイボン・プロダクツ、ボーダフォンホールディングス、商船三井、日清食品ホールディングス、富士通、ライフネット生命保険、双日、資生堂、積水化学工業、TSIホールディングスといった企業において社外取締役の一人として名を連ねた。菅義偉内閣によりデジタル庁のデジタル監に起用された。

## 人物

### デジタル監
初代デジタル監に起用されたが、専門は経営学でありデジタル技術の専門家ではない。プログラミングの講義も受けたが、8週間から12週間学んだら死にそうになり、Pythonは挫折したと語っている。半年あまりで辞任報道が出た際も「デジタルの知見も乏しく、組織になじめていなかった」という関係者からの証言があった。

### 名義
書籍などでは「石倉洋子」の名義を用いているが、本名は「栗田洋子」であり、官公庁で公職に就く際は本名を用いている。たとえば、内閣府の重要政策に関する会議である総合科学技術会議で議員となった際には、国会同意人事であるため国会で採決が行われているが、衆議院本会議では「総合科学技術会議議員に本庶佑君及び栗田洋子君を〔中略〕任命することについて、申し出のとおり同意を与えるに御異議ありませんか」として異議なし採決が行われ、参議院本会議においても「総合科学技術会議議員のうち本庶佑君及び栗田洋子君〔中略〕の任命について採決をいたします」として押しボタン式投票が行われるなど、いずれも本名で人事案が提示されている。

## 不祥事

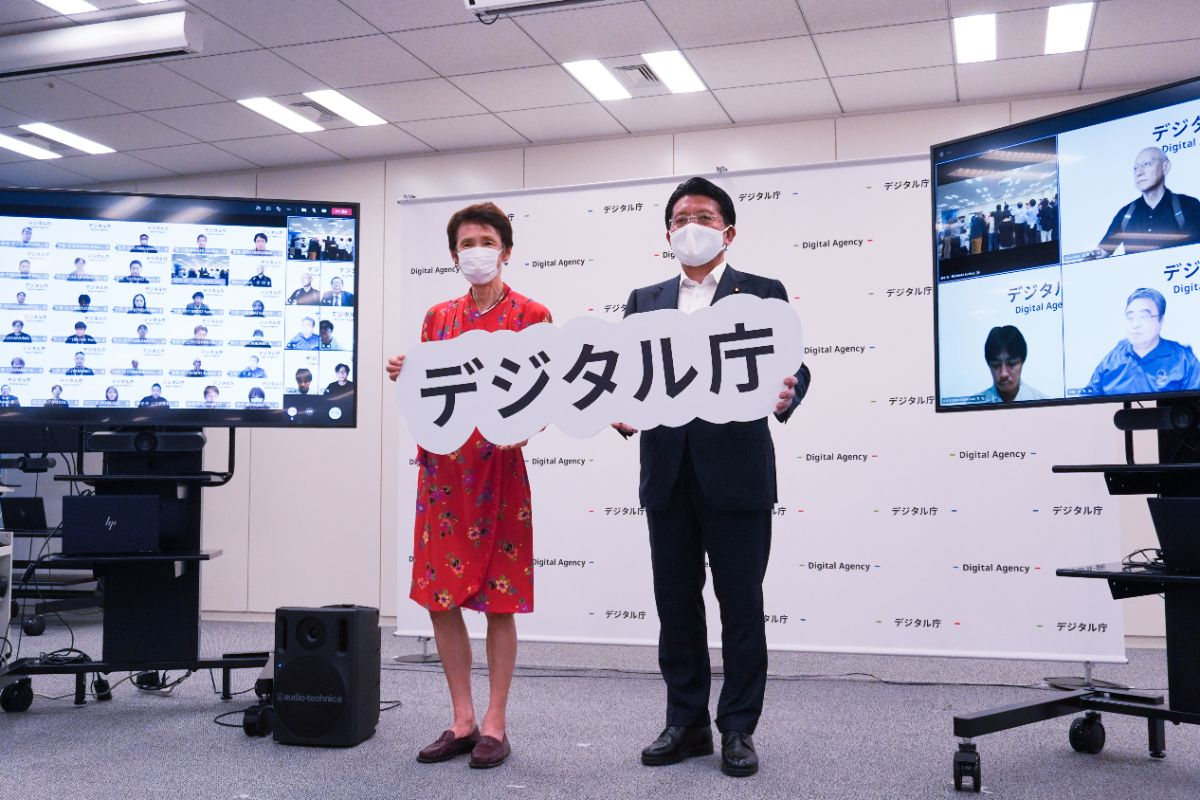
2021年9月1日、デジタル庁発足式にてデジタル大臣平井卓也（右）と

### デジタルコンテンツの無断盗用
自身の公式ウェブサイトにて、他者が著作権を有する画像を無断で掲載していたことが明らかになった。
石倉は自身の公式ウェブサイトにて「Depositphotos」や「Shutterstock」および「PIXTA」などの商用画像サンプルや、ギズモードの記事画像を無断使用しており、デジタル監就任直後に次々と発覚した。石倉の公式ウェブサイトは2021年10月現在、謝罪声明が表示された状態で閉鎖されている。「Buzzap!」での記事をもとに、「PIXTA」の執行役員が石倉のTwitterアカウントやデジタル庁などに抗議を入れた。
2021年9月3日、石倉は「著作権がある写真やイラストを使ってしまった」と説明し、他者が著作権を有している画像を無断で使用していたことを認めた。そのうえで「私の不注意だった。大変申し訳ありませんでした」と謝罪した。

## 略歴
- 1964年3月 フェリス女学院中学校卒業

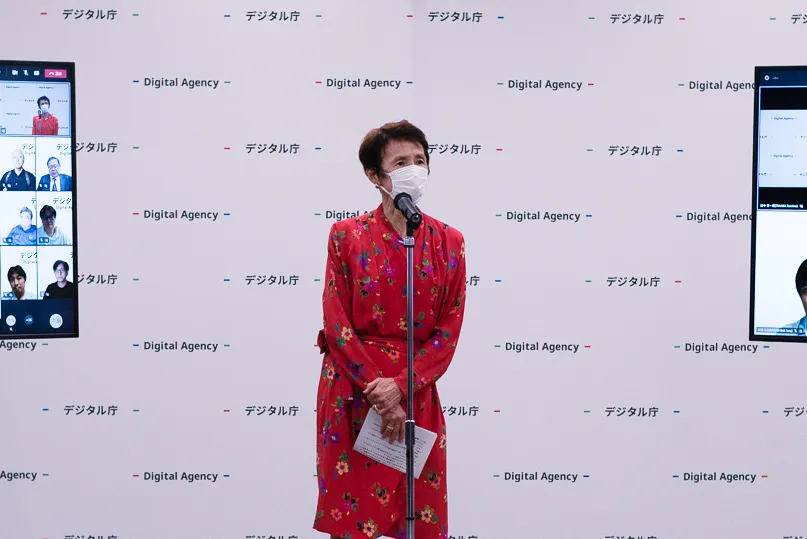
2021年9月1日、デジタル庁発足式にて

- 1967年3月 フェリス女学院高等学校卒業[12][13]
- 1971年3月 上智大学外国語学部英語学科卒後、フリーの通訳
- 1980年5月 バージニア大学大学院経営学修士(MBA)取得
- 1985年7月 ハーバード・ビジネス・スクール経営学博士（DBA）取得（日本人女性では初めて）[14]
- 1985年4月 マッキンゼー・アンド・カンパニー日本支社で世界の企業戦略等のコンサルテーションに従事
- 1992年4月 青山学院大学国際政治経済学部教授
- 1996年3月 エイボン・プロダクツ株式会社取締役
- 2000年4月 一橋大学大学院国際企業戦略研究科教授
- 2001年2月 第1期中央教育審議会委員
- 2004年4月 ボーダフォンホールディングス株式会社社外取締役、日本郵政公社理事
- 2005年10月 第20期日本学術会議副会長[3]
- 2006年6月 商船三井社外取締役
- 2008年1月 総合科学技術会議議員
- 2010年6月 日清食品ホールディングス社外取締役、富士通社外取締役
- 2011年4月 慶應義塾大学大学院メディアデザイン研究科教授
- 2012年4月 一橋大学名誉教授
- 2012年6月 ライフネット生命保険株式会社取締役
- 2014年3月 慶應義塾大学退職
- 2014年6月 双日社外取締役
- 2015年6月 資生堂社外取締役[15]
- 2019年6月 積水化学工業社外取締役
- 2020年5月 TSIホールディングス社外取締役
- 2021年9月 デジタル庁デジタル監[16][17]
- 2022年4月26日 デジタル監を退任[18]

## 著作

### 単著
- 石倉洋子著『組織のコアスキル ―その〈革新〉と〈活用〉―』NTT出版、1992年。ISBN 4871881768
- 石倉洋子著『戦略シフト』東洋経済新報社、2009年。ISBN 978-4-492-53264-5
- 石倉洋子著『グローバルキャリア ―ユニークな自分の見つけ方―』東洋経済新報社、2011年。ISBN 978-4-492-53284-3
- 石倉洋子著『世界で活躍する人が大切にしている小さな心がけ』日経BP社、2015年。ISBN 978-4-8222-5095-9
- 石倉洋子著『世界で活躍する人の小さな習慣』日本経済新聞出版社、2019年。ISBN 978-4-532-19888-6

### 共著
- 竹内弘高・石倉洋子共著『異質のマネジメント ―日本的同質経営を越えてマネージャー431人現場からの提言―』ダイヤモンド社、1994年。ISBN 4478390193
- ダイヤモンド・ハーバード・ビジネス編集部編『キャリア創造大転換 ―プロフェッショナルの時代が来た―』ダイヤモンド社、1995年。ISBN 4478320772
- 石倉洋子ほか著『日本の産業クラスター戦略』有斐閣、2003年。ISBN 4641161976
- 黒川清・石倉洋子著『世界級キャリアのつくり方 ―20代、30代からの〈国際派〉プロフェッショナルのすすめ―』東洋経済新報社、2006年。ISBN 4492555595
- 石倉洋子・ナアマ・ルベンチック著『タルピオット ―イスラエル式エリート養成プログラム―』日本経済新聞出版社、2006年。ISBN 978-4-532-32334-9

### 翻訳
- チャールス・ベイドン・フラー・ジョン・M・ストップフォード著、石倉洋子訳『成熟企業の復活 ―ヨーロッパ企業はどう蘇ったか―』文真堂、1996年。ISBN 4830942460
- ガース・サローナー・アンドレア・シェパード・ジョエル・ポドルニー著、石倉洋子訳『戦略経営論』東洋経済新報社、2002年。ISBN 4492531459

## 音声講義
- 『元に戻れない時代の生き方とは』(VOOX、2021年2月)